# Agrupació Atlètica Catalunya
L'Agrupació Atlètica Catalunya és un club català d'atletisme de Barcelona, fundat l'any 1981 per un grup d'entrenadors, atletes i directius. La seva principal missió és la formació d'atletes. L'escola d'atletisme està integrada dins la Fundació Agrupació Atlètica Catalunya-UBAE.
L'Agrupació Atlètica Catalunya s'encarrega d'organitzar la cursa de la Mercè, la Sant Silvestre, el Gran Premi de Marxa i de la direcció tècnica de la Cursa Jean Bouin, entre altres competicions. El club també s'encarrega de la gestió de l'Estadi Municipal de Serrahima i una part de l'escola esportiva està a la Pista de Can Dragó.
L'equip sènior femení es proclama subcampió d'Espanya per clubs els anys 2000 i 2003, i el 2002 segones a la Copa de la Reina en pista coberta. L'equip femení es proclamà campió d'Espanya de cros curt el 2003.
Els equips de promoció han destacat tant en competicions autonòmiques com estatals i juntament amb els equips júniors han ocupat llocs de pòdium en els diferents campionats. El club ha suposat, doncs, una escola per atletes que posteriorment han arribat a la competició professional, com és el cas d'Ilias Fifa.

## Palmarès[8][9][10]
Aire lliure
|                                               | Campió                                                                  |
| --------------------------------------------- | ----------------------------------------------------------------------- |
| Absolut, categoria masculina (1944-2012)      | 1997                                                                    |
| Absolut, categoria femenina (1965-2012)       | 1985, 2004                                                              |
| Absolut, categoria conjunta (2013-2022)       | -                                                                       |
| Sub20/Junior, categoria masculina (1992-2022) | 2001, 2009, 2011, 2012, 2013, 2014, 2017, 2020                          |
| Sub20/Junior, categoria femenina (1992-2022)  | 2001, 2002, 2004, 2006, 2007, 2008, 2009, 2010, 2012, 2015, 2017, 2020, |
| Sub16/Cadet, categoria masculina (1986-2022)  | 1998, 2002, 2003, 2009, 2010, 2012, 2013, 2017                          |
| Sub16/Cadet, categoria femenina (1986-2022)   | 1994, 2000, 2003, 2008, 2009, 2012, 2014, 2022                          |